# Monte Resegone
Monte Resegone este o arie protejată (arie de protecție specială avifaunistică — SPA) din Italia întinsă pe o suprafață de 429 ha, integral pe uscat.

## Localizare
Centrul sitului Monte Resegone este situat la coordonatele 45°51′10″N 9°28′30″E / 45.852724°N 9.474939°E.

## Înființare
Situl Monte Resegone a fost declarat arie de protecție specială avifaunistică în ianuarie 2004 pentru a proteja 2 specii de plante și 37 de specii de animale.

## Biodiversitate
Situată în ecoregiunea alpină, aria protejată conține 11 habitate naturale: Păduri ilirice de Fagus sylvatica (Aremonio-Fagion), Pajiști uscate seminaturale și facies de acoperire cu tufișuri pe substraturi calcaroase (Festuco-Brometalia) (* situri importante pentru orhidee), Grohotișuri termofile și vest-mediteraneene, Păduri de fag Asperulo-Fagetum, Păduri pe pante, grohotișuri și ravene de Tilio-Acerion, Tufărișuri cu Pinus mugo și Rhododendron hirsutum (Mugo-Rhododendretum hirsuti), Pajiști alpine și boreale, Pajiști alpine și subalpine calcaroase, Formațiuni ierboase bogate în specii de Nardus, dezvoltate pe substraturi silicioase în zone montane (și în zone submontane, în Europa continentală), Pante stâncoase calcaroase cu vegetație casmofită, Grohotișuri calcaroase și de șisturi calcaroase de la nivelul montan până la nivelul alpin (Thlaspietea rotundifolii).
La baza desemnării sitului se află mai multe specii protejate:
- plante (2): Gladiolus palustris, Mannia triandra
- păsări (36): pițigoi codat (Aegithalos caudatus), fâsă de pădure (Anthus trivialis), acvilă de munte (Aquila chrysaetos), caprimulg (Caprimulgus europaeus), Certhia brachydactyla, șerpar (Circaetus gallicus), corb (Corvus corax), pițigoi albastru (Cyanistes caeruleus), ciocănitoare pestriță mare (Dendrocopos major), presură de munte (Emberiza cia), presură galbenă (Emberiza citrinella), măcăleandru (Erithacus rubecula), șoim călător (Falco peregrinus), vânturel roșu (Falco tinnunculus), cinteză (Fringilla coelebs), Fringilla montifringilla, sfrâncioc roșiatic (Lanius collurio), câneparul (Linaria cannabina), mierlă de piatră (Monticola saxatilis), mierlă albastră (Monticola solitarius), muscar sur (Muscicapa striata), pietrar sur (Oenanthe oenanthe), viespar (Pernis apivorus), codroș de munte (Phoenicurus ochruros), pitulice de munte (Phylloscopus bonelli), pitulice de munte (Phylloscopus collybita), brumăriță de pădure (Prunella modularis), Ptyonoprogne rupestris, stăncuță alpină (Pyrrhocorax graculus), aușel cu cap galben (Regulus regulus), mărăcinar (Saxicola rubetra), scatiu (Spinus spinus), huhurez mic (Strix aluco), silvie cu cap negru (Sylvia atricapilla), fluturașul de stâncă (Tichodroma muraria), pănțărușul (Troglodytes troglodytes)
- amfibieni (1): izvoraș-cu-burta-galbenă (Bombina variegata)

Pe lângă speciile protejate, pe teritoriul sitului au mai fost identificate 34 de specii de plante, 8 specii de mamifere, 6 specii de reptile.